# Muziekcentrum Frits Philips
Das Muziekcentrum Frits Philips (Muziekgebouw Eindhoven) ist ein Konzerthaus in der niederländischen Stadt Eindhoven. 

## Geschichte
Es wurde in den Jahren 1990 bis 1992 nach Entwürfen des niederländischen Architekten Rob van Aken errichtet und am 2. September 1992 durch die niederländische Königin Beatrix eröffnet.
Der Bau erfolgte im Zusammenhang mit der Neugestaltung innerstädtischer Flächen durch die Einkaufspassage Heuvel Galerie, in die das Musikzentrum integriert ist. Die Gesamtplanung hierzu hatte Walter Brune. Das Haus verfügt über zwei Konzertsäle, dem Großen Saal mit 1250 Plätzen und dem Rabobank-Saal mit 385 Plätzen.
Namensgeber ist Frits Philips, Neffe von Gerard Philips, Gründer des Philips-Konzerns.